# Oldřich Vyhlídal
Oldřich Vyhlídal (ur. 1921, zm. 1989) – czeski  poeta, przedstawiciel nurtu Poezji dnia codziennego.

## Życiorys
Pochodził z rodziny robotniczej. Uczył się w gimnazjum w Holešovie. Wkrótce po maturze (1941) doznał poważnego urazu kręgosłupa, co odcisnęło się piętnem na całym jego późniejszym życiu. Zdał na studia filozoficzne i socjologiczne, ale przerwał je, zniechęcony nazbyt szkolarskim podejściem wykładowców. W Pradze poznał kilku wybitnych poetów, w tym Františka Halasa. Potem podróżował do Polski, Rumunii i Związku Radzieckiego, jak również do Korei.
Przez długie lata Vyhlídal pracował jako redaktor w wydawnictwie Československý spisovatel, gdzie zajmował się między innymi przygotowywaniem do druku tomików poetów czeskich.
Poeta debiutował w roku 1956 tomikiem Řeka pod okny. W roku 1959 wydał swój prawdopodobnie najlepszy tomik Hnízda na vodě. Następnie opublikował zbiorek Ptáci nad Atlantidou, 1963. W kolejnych tomikach Snímání podob (1966), Svatá rodina (1972), Pláňky (1977), Tatínkovy ruce (1978), Vodopád (1979), Cirkus (1981), Neodpustky (1982), Svatební dar (1985), Ars poetica. Verše z nemoci (1988), Pantumy o marné lásce (1989) i Dny a dna (1990) poeta zwrócił się ku stosowaniu tradycyjnych form wersyfikacyjnych jak sonet, rondel i pantum. Utwory Vyhlídala charakteryzują się elegancją wiersza i pięknym, melodyjnym brzmieniem. Sięga on między innymi po czeski aleksandryn. W sferze metaforyki poeta często odwołuje się do żywiołu wody, co znajduje swoje odzwierciedlenie choćby w tytułach jego tomików.
Równocześnie poeta tłumaczył, między innymi z dawnej literatury koreańskiej. Przekładał między innymi lirykę Tudora Argheziego i Jeghisze Czarenca.
Na język polski zostały przełożone (przez Wiktora J. Darasza) tylko nieliczne utwory poety. Na angielski przełożony został przez Miroslava Holuba i Davida Younga wiersz At the Bottom of the Day, ogłoszony w amerykańskim piśmie Field.